# Colias mukana
Colias mukana é uma borboleta da família Pieridae. Ela é encontrada na República Democrática do Congo (central Shaba) e Malawi.

## Subespécies
- Colias mukana mukana (República Democrática do Congo)
- Colias mukana jolyi Verhulst, 2006 (Malawi)